# Tata quiçaba
Tata quiçaba (Tata kisaba) sacerdote do Candomblé Banto encarregado das folhas sagradas, equivalente ao Babalossaim do Candomblé Queto.